# Dodge D Series

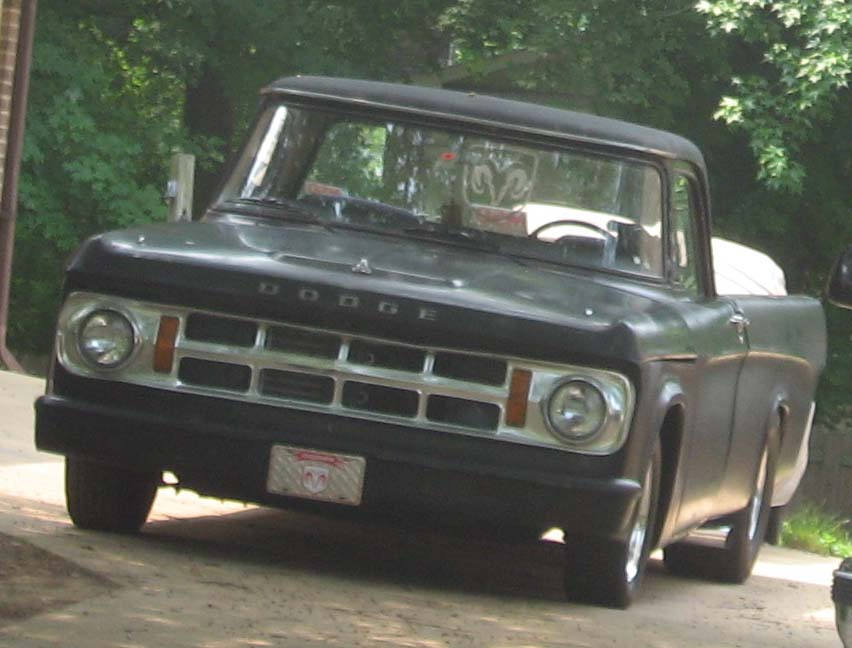
Dodge D Series.

De Dodge D Series was een pick-upmodel van het Amerikaanse automerk Dodge. Er werden drie generaties van gebouwd van 1961, toen het model de C Series opvolgde, tot 1980, toen de Dodge Ram in de plaats kwam. Die Ram behield tussen haakjes hetzelfde basisontwerp tot dat model in 1994 volledig vernieuwd werd. De D Series was te verkrijgen met zowat elke Chrysler-krachtbron, uitgezonderd de bekende Hemi, die steeds gekoppeld was aan een drietrapsautomaat. In 1963 werd naast de traditionele tweedeurs ook een vierdeurs Crew Cab geïntroduceerd.

## Eerste generatie (1961-1964)
De Dodge D Series verscheen in 1961 na de C Series en bestond uit dezelfde traditionele modelindeling:
- D100: half ton,
- D200: ¾-ton,
- D300: one ton.

Vervolgens waren er nog zwaardere D Series-voertuigen die vanwege hun grotere laadvermogen als vrachtwagens beschouwd werden. Er waren hier nog de:
- D400: 1½-ton,
- D500: two ton,
- D600: 2½-ton,
- D700: three ton,
- D800.

## Tweede generatie (1965-71)
Voor modeljaar 1965 werden de D Series-pick-ups hertekend. Hierbij werd de laadklep breder en werden ook de motoren, die nog van de oude Dodge A Series dateerden, vernieuwd. Standaard werd de 6,3 liter V8.

## Derde generatie (1972-80)
Een volgende vernieuwing volgde in 1972 en gaf de D Series een rondere vorm en vernieuwingen als onafhankelijke wielophanging. Er verscheen ook een Club cab tweedeurs die extra ruimte achter de inzittenden bood. Verder gingen ook vele duizenden D's in militaire dienst als M-880/890 als onderdeel van de Amerikaanse overheidssteun aan Chrysler dat in de jaren 1970 het bankroet nabij kwam.

## Andere varianten
- Naast de D Series bestond ook de W Series die in essentie de vierwielaangedreven variant van die eerste was.
- De S Series kwam overeen met de zwaardere modellen van de D Series en het chassis was bestemd voor de bouw van schoolbussen.
- De 4x2 en 4x4 bestonden ook in militaire uitvoering, respectievelijk de M-890 en M-880.

## Motoren
| Inhoud | Configuratie | pk     | Vermogen | Koppel | Jaren   |
| ------ | ------------ | ------ | -------- | ------ | ------- |
| 2,8 L  | I6           | ?      | ?        | ?      | ?       |
| 3,2 L  | I6           | ?      | ?        | ?      | 1969-73 |
| 3,7 L  | I6           | ?      | ?        | ?      | ?       |
| 4,5 L  | V8           | ?      | ?        | ?      | 1965    |
| 5,2 L  | V8           | ?      | ?        | ?      | ?       |
| 5,2 L  | V8           | 160 pk | 119 kW   | ?      | 1967    |
| 5,9 L  | V8           | 180 pk | 134 kW   | ?      | 1972    |
| 6,3 L  | V8           | 258 pk | 192 kW   | 508 Nm | 1967-79 |
| 6,6 L  | V8           | 200 pk | 149 kW   | ?      | 1972-9  |
| 7,0 L  | V8           | 365 pk | 272 kW   | 637 Nm | 1964    |
| 7,2 L  | V8           | 235 pk | 175 kW   | ?      | 1974-9  |